# Roger Longrigg
Roger Erskine Longrigg (* 1. Mai 1929 in Edinburgh; † 18. März 2000 in Farnham) war ein schottischer Schriftsteller, der auch unter den Pseudonymen Laura Black, Megan Barker, Grania Beckford, Ivor Drummond, Rosalind Erskine, Frank Parrish und Domini Taylor schrieb. Eine seiner drei Töchter ist Clare Longrigg.

## Verfilmungen
Einige seiner Werke wurden verfilmt, beispielsweise Mother Love als englische Fernsehserie im Jahr 1989 und als deutscher Film von 1978 mit Nastassja Kinski unter dem Titel Leidenschaftliche Blümchen (englischer Titel: Passion Flower Hotel).

## Werke auf Deutsch

### Als Laura Black
- Die Tochter des Grafen, Heyne, München 1990, ISBN 3-453-03817-7
- Rabenschloss, Heyne, München 1988, ISBN 3-453-02668-3
- Die Wasserfälle von Gard, Heyne, München 1988, ISBN 3-453-00857-X
- Das tödliche Erbe, Heyne, München 1987, ISBN 3-453-00161-3
- Die geheimnisvolle Lady, Heyne, München 1986, ISBN 3-453-11394-2
- Die schreckliche Reise, Heyne, München 1984, ISBN 3-453-11270-9
- Das Geheimnis von Schloss Glendraco, Rowohlt, Reinbek 1981, ISBN 3-499-14750-5
- An ihrer Stirn geschrieben ein Geheimnis, Wunderlich, Tübingen 1978, ISBN 3-8052-0295-4

### Als Ivor Drummond
- Der Mann mit dem kleinen Kopf, Scherz, Bern 1971
- Durch die Blume getötet, Scherz, Bern 1980
- Die Schergen der Göttin, Ullstein, Frankfurt 1980
- Rififi in Prag, Scherz, Bern 1982

### Als Rosalind Erskine
- Liebe nach dem Stundenplan, Zsolnay, Wien 1963
- Das verflixte dolce vita, Zsolnay, Wien 1964

### Als Frank Parrish
- Der Stachel der Honigbiene, München, Heyne 1983
- Der Mann im Dunkeln, München, Heyne 1983
- Feuer im Kornfeld, München, Heyne 1984
- Der Köder am Haken, München, Heyne 1984
- Schatten am Fenster, München, Heyne 1985
- Auf den Leim gegangen, München, Heyne 1991

### Als Domini Taylor
- Im Bann des Vergangenen, Reinbek, Rowohlt 1993